# Список умерших в 1144 году

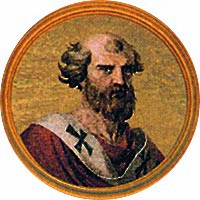
Целестин II

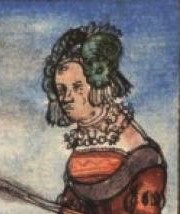
Берта фон Морунген

В этой статье представлен список известных людей, умерших в 1144 году.
См. также: Категория:Умершие в 1144 году

## Февраль
- 9 февраля — Ламберт Нойверкский[нем.] — первый благочинный обители августинцев-отшельников Нойверк близ Халле-Зале, святой римско-католической церкви.

## Март
- 8 марта — Целестин II — папа римский (1143—1144)
- 14 марта — Рудольф II фон Штаде — маркграф Северной марки (1133—1134), граф Штаде, Дитмаршена и Фреклебена (с 1130).
- 22 марта — Вильям из Норвича — английский мальчик из города Норидж, убийство которого послужило поводом для кровавого навета на евреев
- Беренгер Раймунд I — граф Прованса (1131—1144).

## Май
- 8 мая — Ротру III Великий — граф дю Перш (1100—1144), основатель монастыря Ла-Трапп.
- 16 мая — Берта фон Морунген[нем.] — графиня-консорт Ветина (?—1124), как жена Деди IV фон Веттин
- 17 мая — Шалон, Этьен де — кардинал-епископ Палестрины (1139—1144)
- 23 мая — Петронелла Лотарингская — графиня-консорт Голландии (1113—1121), как жена Флориса II

## Июнь
- 12 июня — Махмуд аз-Замахшари (69) — хорезмийский писатель, философ, толкователь Корана.
- Родриго Велас — граф, лидирующая фигура в горной восточной Галисии

## Июль
- 27 июля — Саломея фон Берг — княгиня-консорт Польши (1113—1138), как жена Болеслава III Кривоустого

## Сентябрь
- 16 сентября — Жоффруа де Мандевиль, — первый граф Эссекс (1140—1144). Убит.

## Октябрь
- 10 октября — Альфонсо — князь Капуи (1135—1137, 1137—1144), герцог Неаполя (1137—1144)

## Дата неизвестна или требует уточнения
- Абу Тахир Марвази[англ.] — персидский философ
- Ричард Бассет — юстициарий короля Генриха I Боклерка (1129—1135), шериф в Бедфордшире, Бакингемшире, Кембриджшире, Хантингдоншире, Эссексе, Хартфордшире, Лестершире, Нортгемптоншире, Норфолке, Саффолке и Суррее.
- Бертран I — граф Форкалькье (1129—1144)
- Василько Святославич — князь Полоцкий (1132—1144)
- Герардеска, Пьетро — Кардинал-священник римской церкви Санта-Сузанна
- Гопала III[англ.] — император Пала (1140—1144)
- Аль-Джавалики — арабский грамматист и филолог, преподаватель багдадской Низамии.
- Конхобар Уа Конхобайр — король Дублина (1126—1127) и Миде (1143—1144).
- Мангольд I де Невшатель[итал.] — граф Невшателя (1070—1144)
- Матфей Эдесский — армянский историк и хронист. Убит
- Раэри — английский священнослужитель.
- принцесса Рейши[англ.] — императрица-консорт Японии (1108—1134)
- Ростислав Глебович — князь Курский.
- Ульрих I — герцог Каринтии (1134—1144).
- Фалько из Беневенто — итало-лангобардский хронист, нотариус папского дворца и городской судья из Беневенто.